# Lissocreagris valentinei
Espèce
Synonymes
- Microcreagris valentinei Chamberlin, 1962

Lissocreagris valentinei est une espèce de pseudoscorpions de la famille des Neobisiidae.

## Distribution
Cette espèce est endémique de Virginie aux États-Unis. Elle se rencontre dans le comté de Lee dans la grotte Gap Cave.

## Description
Le mâle holotype mesure 3,36 mm.

## Systématique et taxinomie
Cette espèce a été décrite sous le protonyme Microcreagris valentinei par Chamberlin en 1962. Elle est placée dans le genre Lissocreagris par Ćurčić en 1981.

## Étymologie
Cette espèce est nommée en l'honneur de Joseph Manson Valentine.

## Publication originale
- Chamberlin, 1962 : New and little-known false scorpions, principally from caves, belonging to the families Chthoniidae and Neobisiidae (Arachnida, Chelonethida). Bulletin of the American Museum of Natural History, no 123, p. 303-352 (texte intégral).